# Magyarország festészete

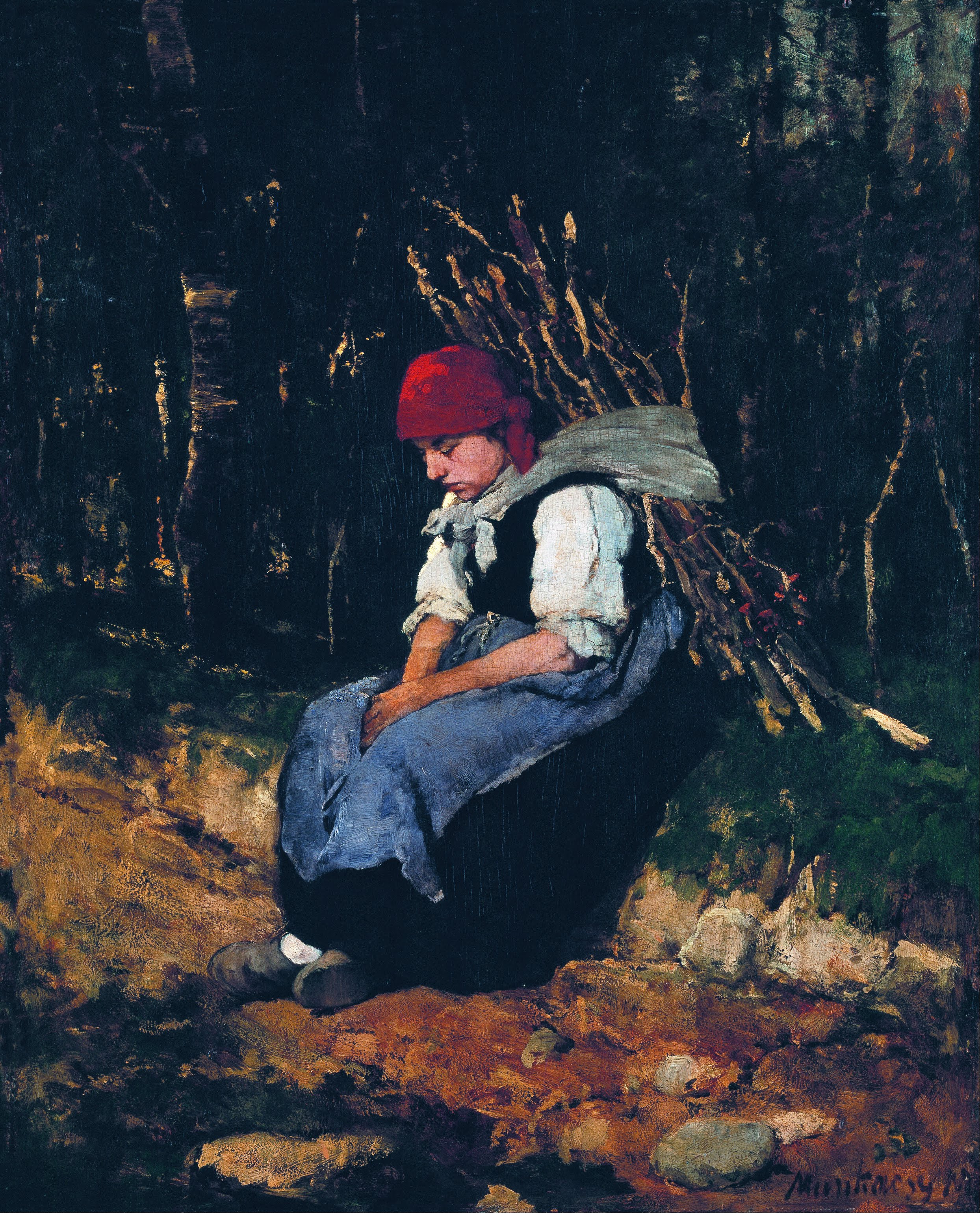
A Rőzsehordó nő Munkácsy Mihály egyik legtöbbet reprodukált képe (1873)

Magyarország festőművészete alatt a történelmi Magyar Királyság, illetve az egykori és mai Magyarország területének festőművészetét értjük.

## Középkor

### Korai Árpád-kor (11-12. század)

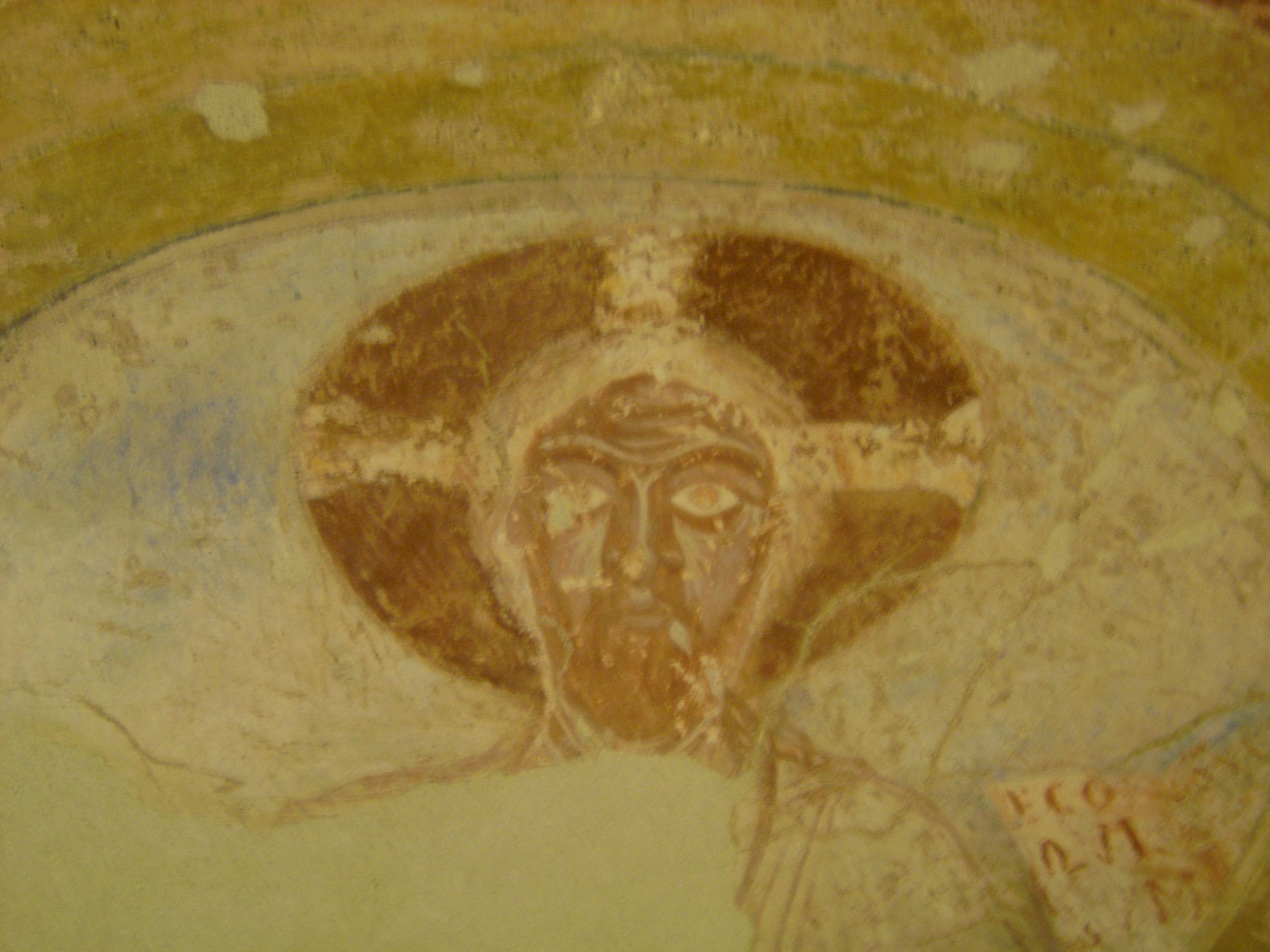
Feldebrői freskó

A festészet Magyarországon a templomok építésével együtt jelent meg. Bár jelentős emlékekre is támaszkodhatott volna, mint a pécsi ókeresztény sírkamrák freskói, a festészetet más országok műhelyeitől, elsősorban Itáliából és Bizáncból hozták be az ómagyar korban.
A székesfehérvári bazilikát mozaik díszítette, a pécsváradi monostor falképei a montecassinói bencés műhellyel állnak kapcsolatban. Feldebrő templomának falképmaradványai bizánci hatásra utalnak. Sopronfalvi Mária-templom diadalívének freskói, hidegségi apszis apostolai.
A korban eleinte a kódexeket csak egyszerű kezdőbetűkkel díszítették (hahóti kódex, 11. sz. vége). A 12. század végi Pray-kódexben már tollrajzokat is találni, Gutkeled Bibliája pedig színvonalas miniatúrákkal díszített. 

### Késő Árpád-kor (13. század)
Az ebből a századból származó falképek bizantinizáló olasz és francia hatásról árulkodnak. Általában a templomok északi falát, a diadalívet és a szentélyt festették ki. Bizantinizáló képek a veszprémi Gizella-kápolna apostolai. Jó állapotban maradtak meg a jáki templom déli tornyának jelenetei és a szentély Szent György-figurája. A falusi templomok elbeszélő jellegű falképfestészetét a vizsolyi templom Krisztus életéből vett jelenetei illusztrálják. Olasz hatást tükröz a szepesdaróci Angyali üdvözlet.
A században már mutatkozott a francia gótika hatása (ócsai templom szentélyének freskói). A táblaképfestészetről csak írásos források alapján tudunk.

### Anjou-kor és Zsigmond-kor
A 14. század freskóinak nagy része Erdélyben, a Felvidéken és a Dunántúlon maradt meg. Erdélyben gyakoriak a Szent László-ábrázolások (Bögöz, Gelence), e témát a Felvidéken is kedvelték (Gömörrákos, Rimabánya).

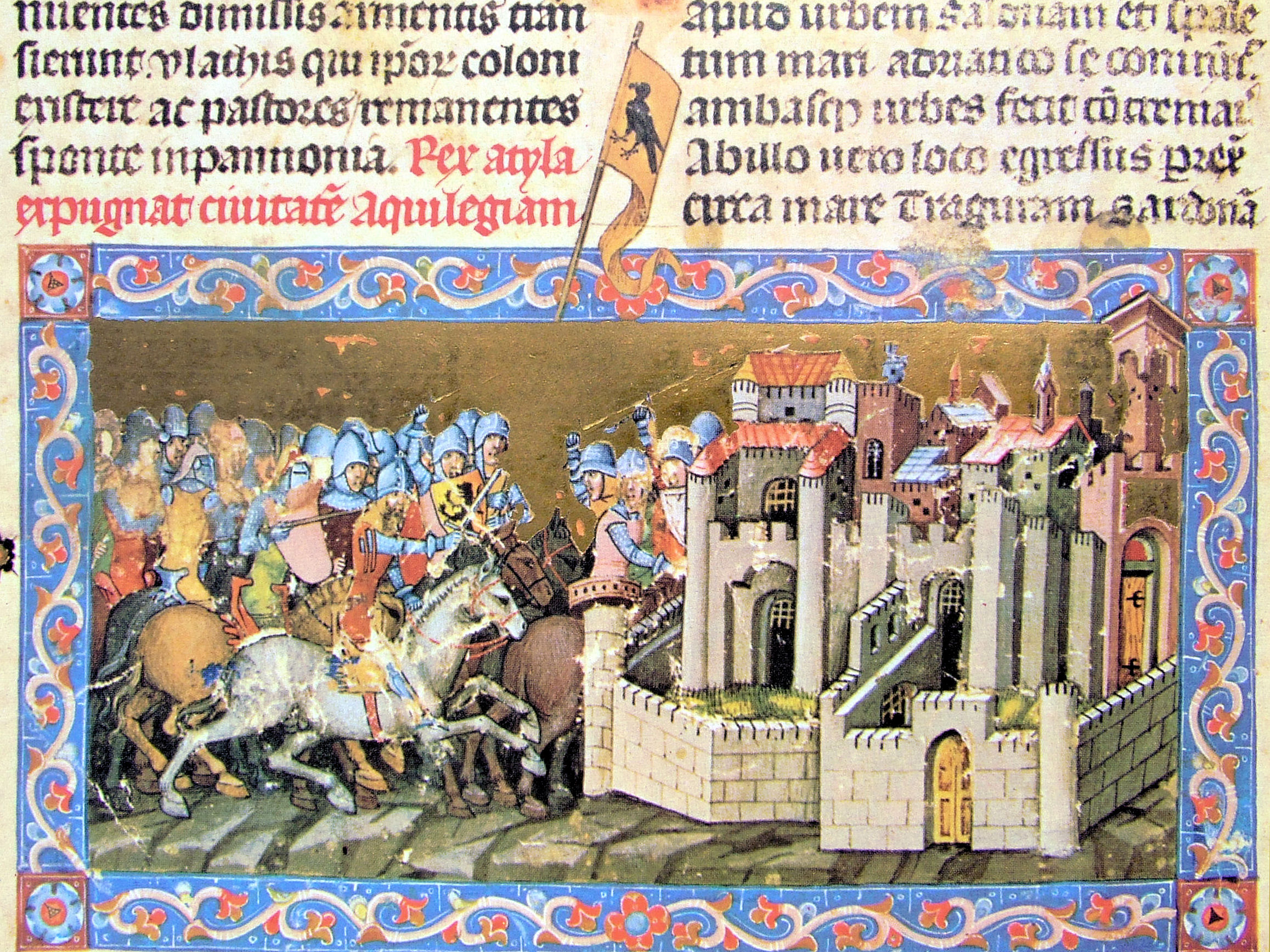
A Chronicon Pictum egy miniatúrája

A polgárság fejlődése, mely alapja volt a kibontakozó gótikának, a Felvidéken zajlott leggyorsabb ütemben. Emlékek: szepeshelyi Károly Róbert koronázását ábrázoló freskó (olasz hatás), esztergomi várkápolna feltehetően Niccolo di Tommasótól származó próféták és szibillák. A polgárság realitás-igényét a felvidéki városok freskói mutatják (Lőcse, Szent Jakab-templom: a hét erény és hét főbűn, Szent Dorottya-ciklus jelenetei).
A 14. század végén alkotott Aquila János, aki valószínűleg korának elismert vezető mestere volt. Több munkáját ismerjük: veleméri, bántornyai, mártonhelyi freskók. A freskófestészetben érzelmes témák kerültek előtérbe (passió, Mária a gyermekkel).
A miniatúrafestészet jelentős emlékei: Nekcsei Demeter Bibliája (1338 előtt), Vatikáni Képes Legendárium, Képes krónika (Nagy Lajos számára készült). A Képes krónika miniátora feltehetőleg Hertul fia Miklós királyi címerfestő volt. Nápolyi hatás és lombard-bolongnai hatás érezhető rajtuk. Nem olasz mintát követ azonban a Henrik csukádi plébános által festett imakönyv (Pozsony, 1377).

### 15. század
A század végén indult fejlődésnek a táblaképfestészet, mely a 15. században kiszorította a falfestészetet. A freskók inkább polgári, főúri környezetben maradtak fenn, a bibliai témákat fokozatosan világi témák váltották fel (vajdahunyadi vár loggiájának jelenetei, budai lakóházból előkerült táncot ábrázoló freskó, a besztercebányai Thurzó-ház jelenetei).
Miniatúrafestészet Zsigmond korában töretlenül virágzott. Emlékek: Martianus Opifex burgundi-francia hatásokat mutató Breviáriuma, Guido da Columna Historai Trojana c. művének illusztrációja. Miskolci László (1394. k. működött) Massaléján már a trecento hatása is tükröződik. A miniátorok egyéb világi megrendeléseket is teljesítettek (Váci János: váci ötvöscéh szerkönyve, 1423; Gobil Márton: selmecbányai városi jegyzőkönyv, 1432). 

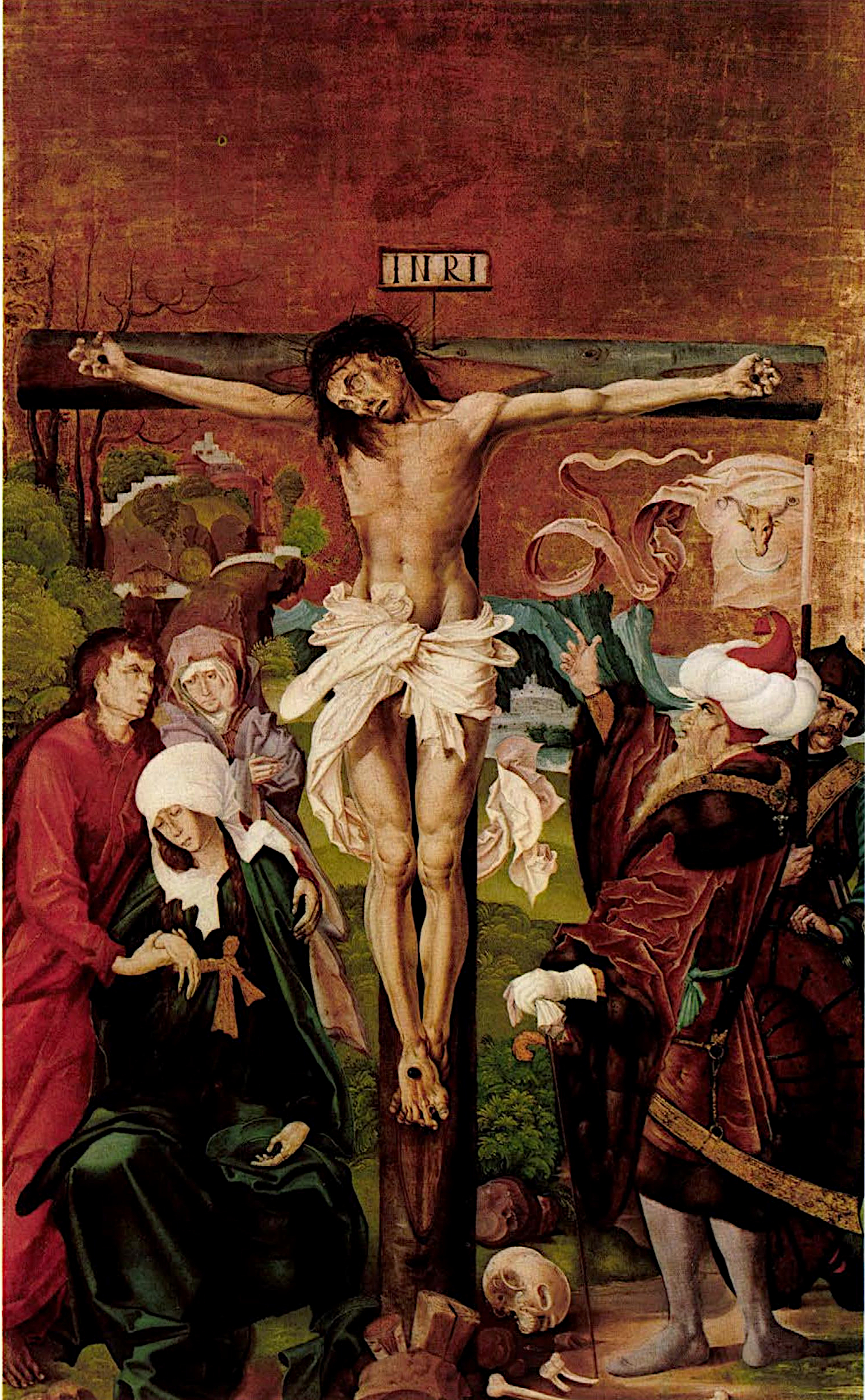
M S mester: Kálvária

A táblaképfestészet virágkora volt Zsigmond uralkodásának ideje. Első európai rangú festőnk a biztosan magyar nemzetiségű Kolozsvári Tamás volt, híres műve a garamszentbenedeki oltár (1427). A század közepétől sokasodtak a szárnyasoltárok. A bányavárosok oltárképei osztrák mintához igazodtak, jelentős műhely volt a Jánosréti mester vezette. Lengyel hatás a felvidéken volt érezhető (két fő központ Kassa és Szepes-Sáros megyék). A táblaképfestészet a középkor mindennapi életét is tükrözte, a bibliai jelenetek profán szellemben készültek.
Mátyás király idejére a miniatúrafestészet teljes virágát érte el. Mátyás Budán könyvfestő és könyvmásoló műhelyt szervezett, vezető mesterek: Cattaneo madocsai apát (1480-95 k. működött), Ragusanus Felix (15. sz. második fele).
A falképfestészetet északi hatások (Dürer, dunai iskola) is érték az egyre erősödő olasz hatás mellett. Olasz művészek festették ki a főurak palotáit.
A 15-16. század fordulóján csökkent a miniatúrafestészet szerepe, bár a budai műhely még mindig működött, például a Bakócz-monogramista.
A századfordulóról maradtak fenn a legszebb táblaképek, főként felvidék szárnyasoltárok: M S mester művei, a besztercebányai Szent Borbála oltár, a lőcsei főoltár, a szászfalvi Szent Ilona- és Szent Egyed-oltár, a kisszebeni Angyali üdvözlet oltára. A dunai iskola és más német mesterek hatása mutatható ki. A terjedő reneszánsz ellenére stílusuk még gótikus.

### Korai reneszánsz
Az olasz reneszánsz festészet emlékei gyorsan lejutottak Magyarországra (még talán Botticelli is dolgozott Esztergomban a Vitéz-studioloban). Olyan mesterek alkotásai kerültek Mátyás birtokába, mint Mantegna, Leonardo, Filippino Lippi. A budai freskókkal függnek össze az esztergomi érseki palota freskói is, melyek talán Albertus firenzei festő művei (1494 k.). A reneszánsz terjedését számos töredék mutatja (Pécs, Káptalan utca; Buda, Országház utca 22 és a Szent Magdolna-templom Szent Kristóf-freskója).

## Korai újkor

### Érett és késő reneszánsz (16. század)
A 16. század törekvéseiről ad számot a gyulafehérvári székesegyház freskótöredéke, a Vincentius pictor (1522 k.) által festett vízaknai freskó. Az olasz művészek közt jelentősek Visino (1512 k. működött), Raffaello di Galieno (?–1525), Giulio Clovio (1498-1578). Arról is vannak írásos források, hogy Budán firenzei kereskedők árusítottak képeket. Ezekből azonban semmi sem maradt meg.
A 16. század közepétől kibontakozó késő reneszánsz festészet világi jellegű, a vallásos festészetnek csak szórványosan vannak emlékei (pozsonyi várkápolna freskója Liciniótól és Macciolinitől; csíkdelnei oltár, szász oltárok). A világi festészetben rengeteg műfaj virágzott, melyekről írásos források is tudósítanak. Városi házak és főúri paloták falfestményei (fogarasi vár nagytermének allegorikus freskói; radnóti várkastély királysorozata; kolozsvári városháza nagytermének festményei; vajdahunyadi vár nagytermének felső lovagterme; a sárospataki Sub rosa erkély). A kastélyokban megtalálhatók a kastély urát ábrázoló életnagyságú portrék, sorozatok neves személyekről, királyokról. A figurális festészet mellett jelentős az ornamentális festészet is, címeres levelek és festett mennyezetek díszítései. E kettő különösen Erdélyben virágzott.

### 17-18. század

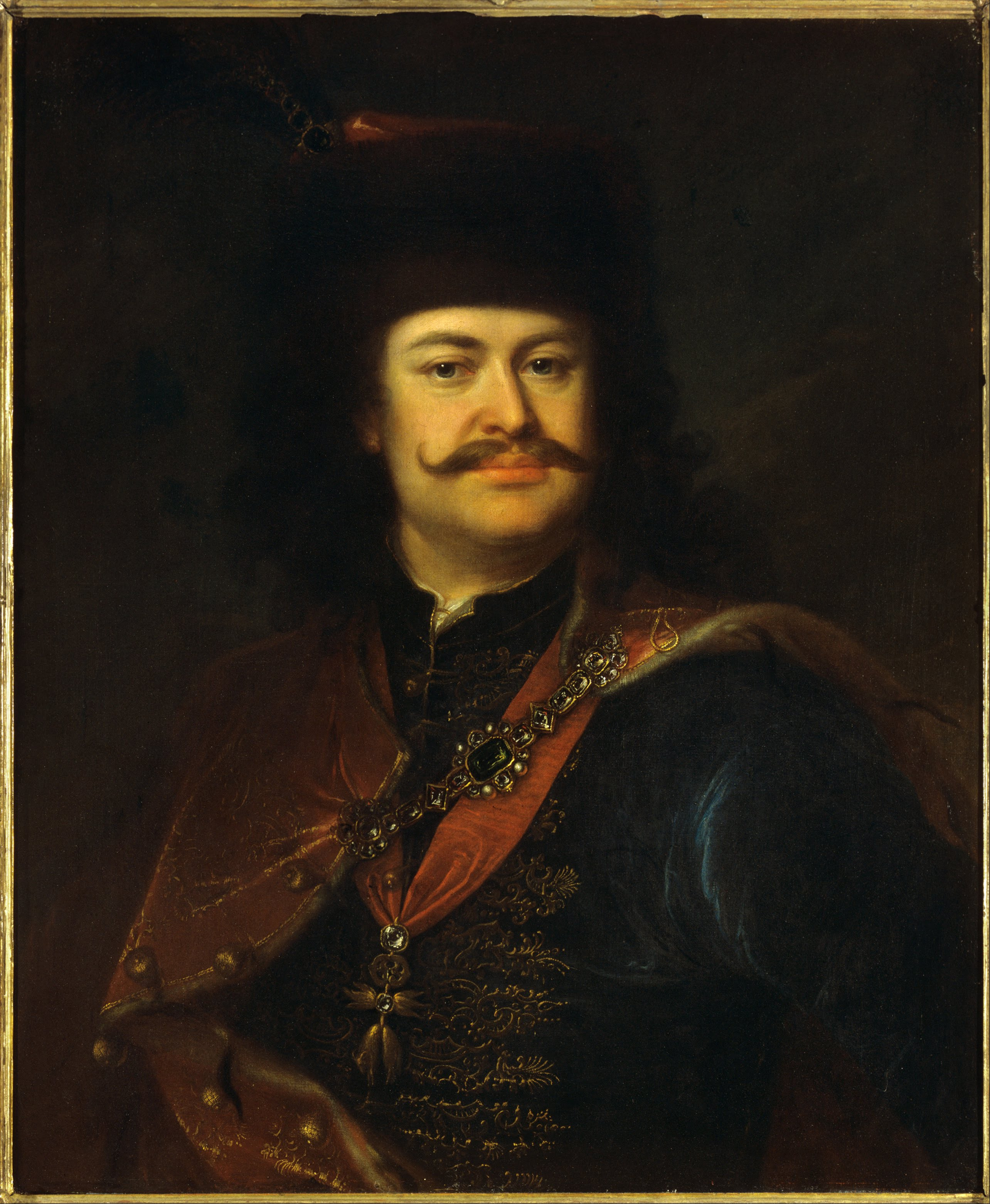
Mányoki Ádám híres Rákóczi portréja

A 17. század festészete nehezen kutatható, az emlékekre nagyrészt csak levéltári adatokból lehet következtetni. Műfajok: vallásos képek, történeti képek, zsáner, arckép, tájkép. A történelmi festészet témája gyakran a törökellenes harc (sárvári Nádasdy-kastély, Csáktornya). A portréfestészet sajátos válfaja volt a ravatalkép.
Ismertebb festők külföldön dolgoztak: Bogdány Jakab (1660 k.–1724); Stranover Tóbiás (1684–1724). Több művésznek csak a neve maradt fenn, mint Spillenberger János kassai mesteré.
Az arcképfestészet kiemelkedő mestere volt Mányoki Ádám (1673-1757), II. Rákóczi Ferenc híres portréjának alkotója.
A 18. században a magyarországi megbízatásokat főleg osztrák festők látták el. A barokk freskók nagy része bécsi mesterek alkotása: Troger (1698–1762) Pozsonyban és Győrött; Sambach (1715–1795) Székesfehérváron és Nagykanizsán; Franz Sigrist (1727–1803) Egerben. A legjelentősebb osztrák barokk mester Franz Anton Maulbertsch (1724–1796) volt, aki fő műveit Magyarországon alkotta meg (Sümeg, Győr, Pápa, Székesfehérvár). A Dunántúlon alkotott Dorfmeister István (1725 k.–1797) is. A megnövekedett freskófestési igényeket kisebb mesterek látták el (Schaller István, Raindl Márton, Izbégi Vörös Mihály).
A megjelenő klasszicizmus a 19. századra háttérbe szorította a barokk stílust.

## 19. század
Az európai művészethez hasonlóan a 19. században a magyar művészet legerőteljesebb ága a festészet volt. A korszak alkotóit már az országhatáron túl is ismerték. Kialakult a sajátosan magyar nemzeti művészet. 

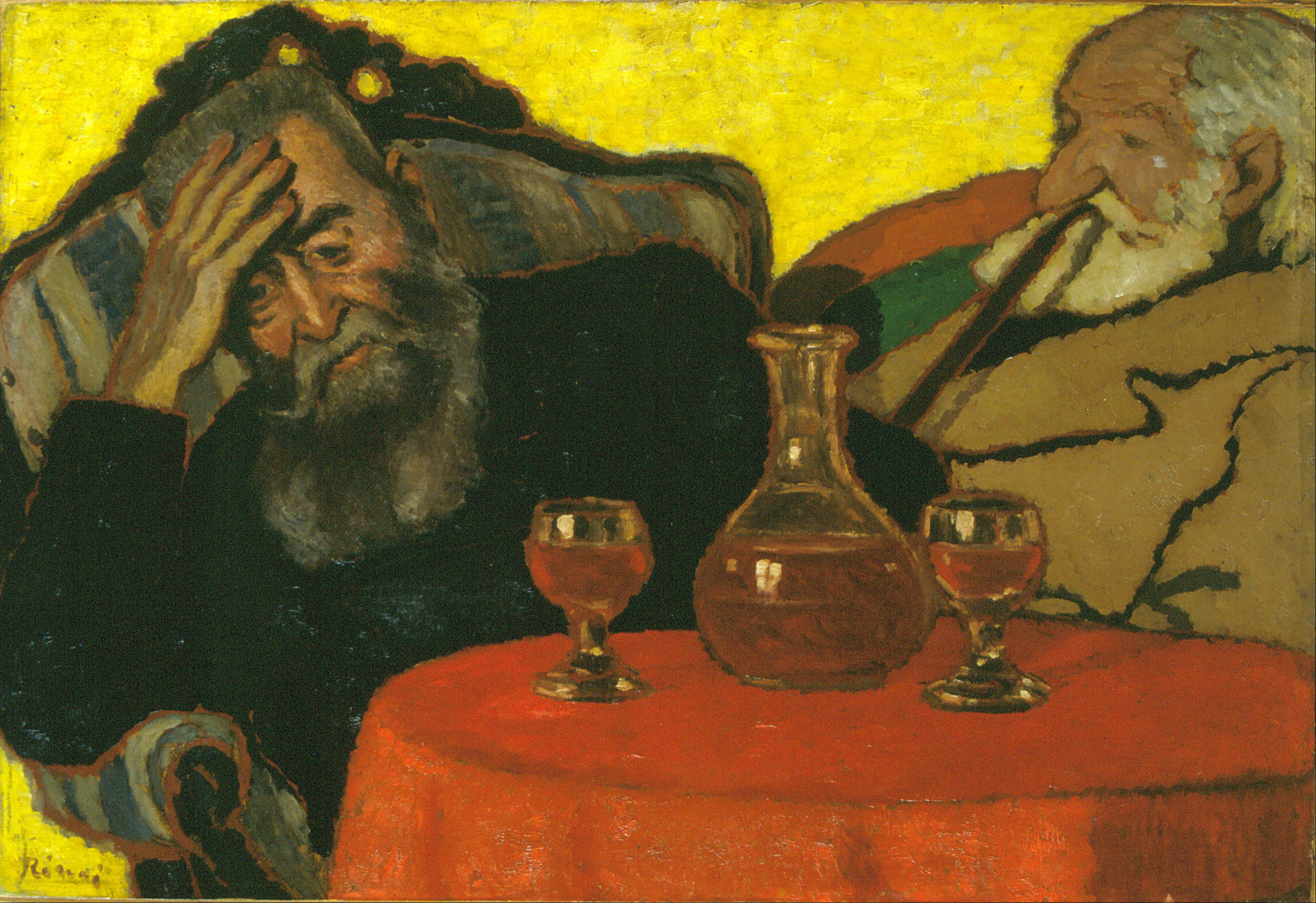
Rippl-Rónai József: Apám és Piacsek bácsi vörösbor mellett

A század elején a társadalmi körülmények azonban nem tették lehetővé önálló festőiskolák alakulását. Magyar iskola nem volt, az első kísérlet erre az Itáliából hazatelepült Marastoni Jakab (1804-1860) 1846-ban alapított festőakadémiája. A század első felének tehetségei nem is maradtak Magyarországon. Id. Markó Károly Itáliában élt és alkotott, Brocky Károly (1807-1855) pedig Angliában vált híressé. A kor kulturális igénye kimerült az iparos jellegű arcképfestészetben: Donát János (1744-1830); Rombauer János (1782-1849); Czauczik József (1781-1857).
Stiláris szempontból a klasszicizmus és a biedermeier uralkodott, a romanticizmus stílusjegyei először Kisfaludy Károly (1788-1830) művein jelentek meg.
A reformkor legtöbbet foglalkoztatott festője Barabás Miklós (1810-1898) volt, aki a „korabeli magyar társadalom típusainak úgyszólván az enciklopédiáját festette meg”. Tevékenységével sokat tett a magyar művészet fellendítéséért. Mellette az élvonalba tartozott az életképfestő Borsos József (1821-1883) és Molnár József (1821-1899), a történelmi festészetet elsőként képviselő Kovács Mihály (1818-1892) és Kiss Bálint (1802-1868). Mindkét területen jelentős volt Orlai Petrich Soma (1822-1880) munkássága.
A szabadságharc leverése után a festészet új irányba fordult, egyre több önálló hang jelentkezett. A romantikát képviselte Zichy Mihály (1827-1906) irodalmi jellegű piktúrájával. Párizsban is nagy sikert aratott, majd az orosz cári udvar festője lett. A hatvanas évektől bontakozott ki a nagy történelmi festők munkássága. A vezéregyéniség Madarász Viktor (1830-1917) volt. Madarász is kapcsolódott a romantikához, de pátoszát csökkentette az akadémizmus. Hunyadi László siratása című képével a párizsi Salon aranyérmét nyerte el. Harciasan küzdött a Habsburgok ellen, Párizsból való visszatérte után belefáradt a küzdelembe, s hamarosan elszigetelődött. Székely Bertalan is számos szállal kötődött az akadémizmushoz, de sok tekintetben túlszárnyalta azt. Történelmi és freskófestőként is jelentős (Egri nők, Dobozi, kecskeméti városháza dísztermének freskói). 

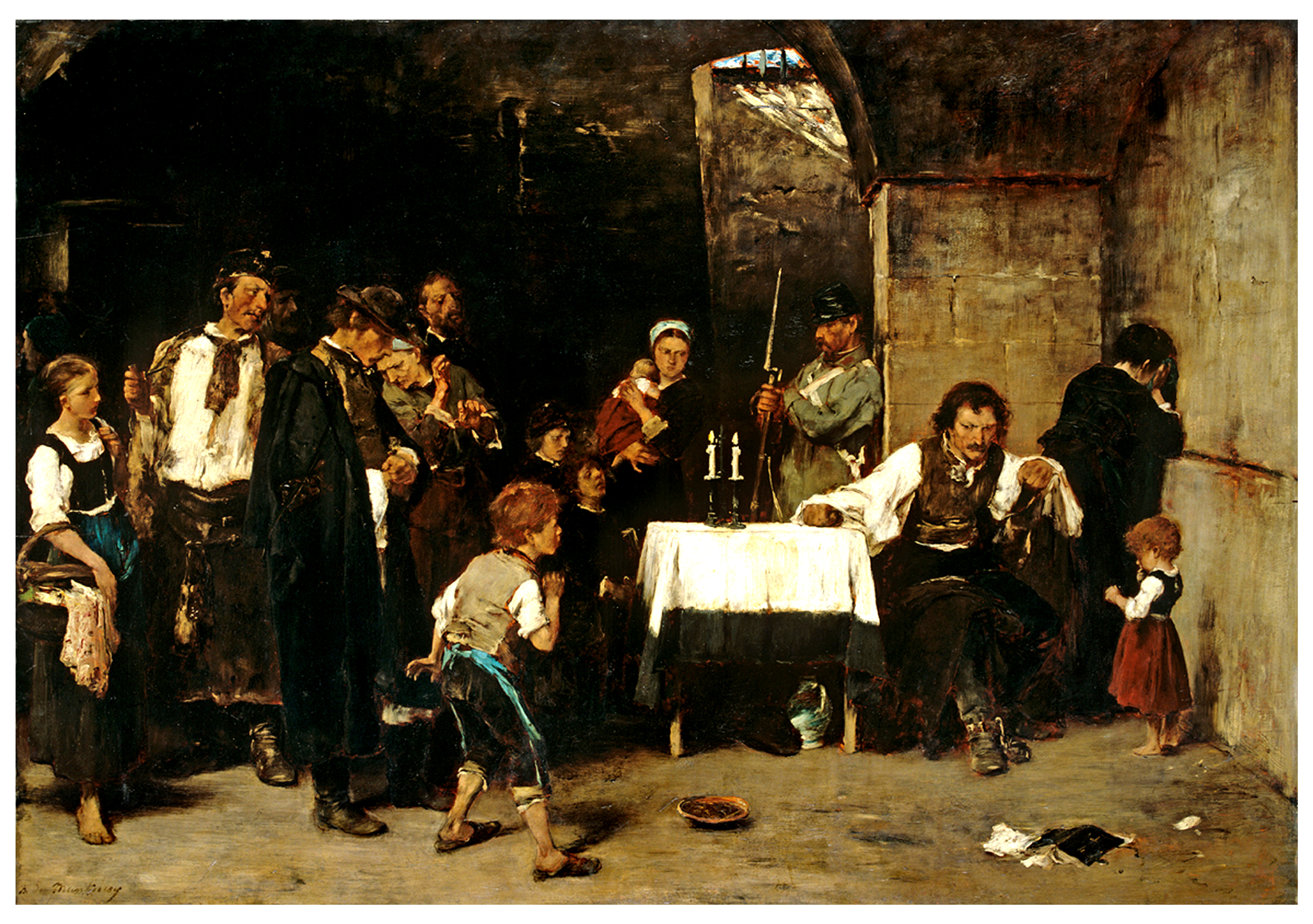
Munkácsy egyik leghíresebb munkája, a Siralomház (1869.)

A falképfestészetben szinte egyeduralkodó volt Lotz Károly (1833-1904) és Than Mór. Mivel nem lázadtak oly mértékben, mint Székely és Madarász, több állami megrendelést kaptak (Egyetemi Könyvtár, Magyar Nemzeti Múzeum). Lotz akadémista művészete a rokokóból merít (Operaház kupolafreskója), a historizmushoz nehezebben köthető Than Mór művészete már csak az 1848-49-ben festett csatákat bemutató akvarellek miatt is nemzetibb. A hivatalos akadémizmus fő képviselője Benczúr Gyula (1844-1920) volt, aki a müncheni iskolához tartozott.

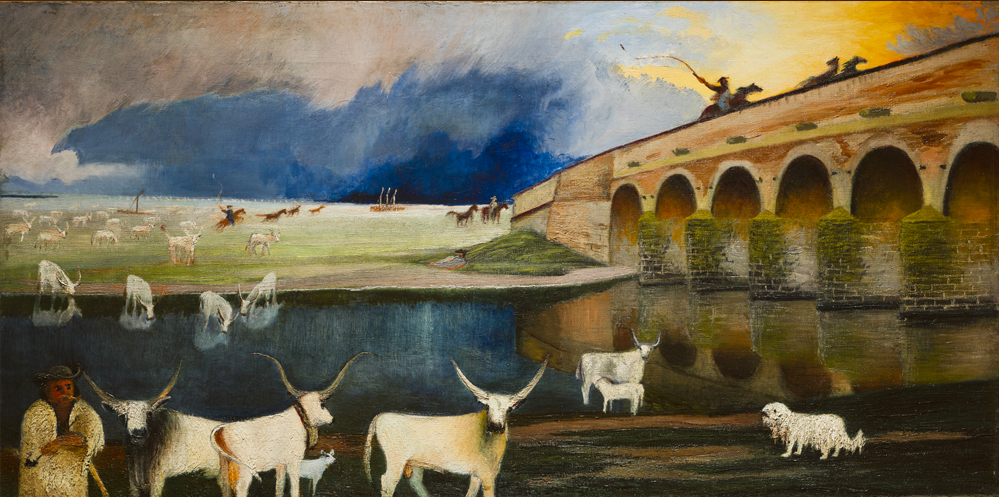
Csontváry Kosztka Tivadar Vihar a Hortobágyon című festménye

A romantika hatása nemcsak a történelmi festészetben mutatkozott, hanem, furcsa módon, a realista törekvésekben. Különösen Munkácsy Mihály (1844-1900) művészetében. Munkácsy művészete a 19. század realista törekvéseinek élvonalába tartozik, emellett jelentőset alkotott a zsáner és a tájkép területén is, nem beszélve a történelmi festészet vonalába illő Siralomház és Tépéscsinálók c. műveiről. Hatása óriási a későbbi nemzedékekre, főleg festési stílusa, a sötét tónusokból felbukkanó világos színes révén. A realista tájkép mestere a fiatalon elhunyt Paál László, Munkácsy barátja, akit inkább helyes lenne a francia barbizoni iskola művészeténél tárgyalni. 

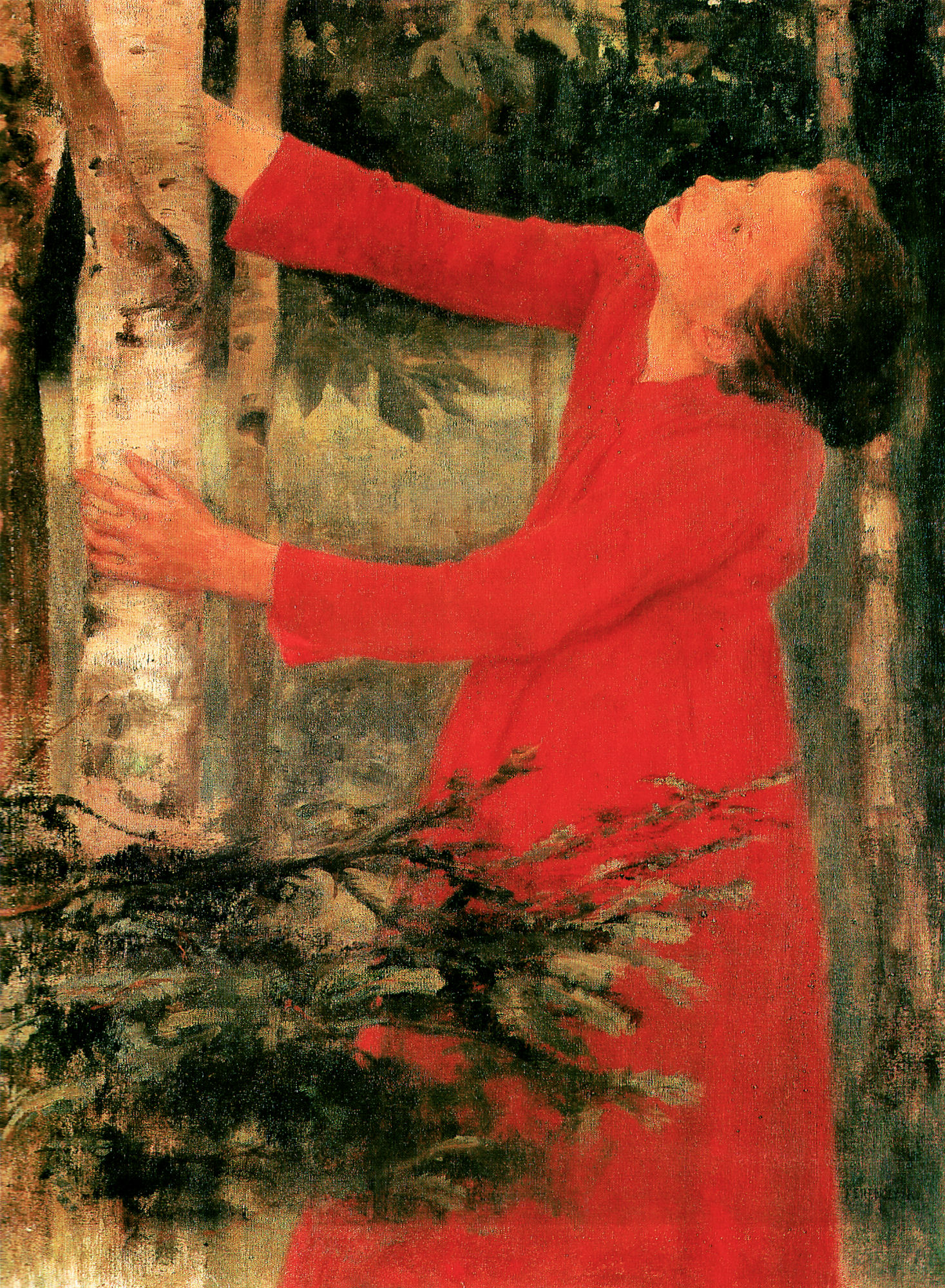
Ferenczy Károly Madárdal című festménye

Az 1860-as években indult pályájára Szinyei Merse Pál (1845-1920). Művészete sajátos színfolt a magyar és az egyetemes művészet történetében is. A hetvenes években fordult érdeklődése a látvány, az atmoszferikus problémák felé, egy időben az impresszionistákkal. Az impresszionizmusig azonban nem jutott el, megmaradt a plein air piktúra keretein belül. 1874-es Majálisát értetlen kritikák fogadták, ez hosszú időre elvette kedvét a festészettől. Művészetét később a nagybányaiak értékelték nagyra, de addig is a Lotz- és Benczúr-féle historizmus volt az uralkodó.
A nagybányai művésztelep, az első modern magyar festőiskola Hollósy Simon (1857-1918) müncheni magániskolájából alakult 1896-ban. A nagybányai iskola egyszerre képviselte a barbizoni elveket, az impresszionista és naturalista elveket, sajátos egységes stílust alakítottak ki. Szinyei félbehagyott útját kívánták folytatni. Jelentőségük, hogy a magyar festészet ügyét felkarolták. Az iskola legjelentősebb képviselői Ferenczy Károly (1862-1917), Iványi-Grünwald Béla (1867-1940), Thorma János (1870-1937), Réti István (1872-1945), Glatz Oszkár (1872-1958) voltak. Hozzájuk hasonlóan a plein air problémaköréből indult el Csók István (1865-1961) is.
A nagybányai iskola hatására több művésztelep is alakult, mint a szintén impresszionista-realista szolnoki Fényes Adolffal az élén.
Nem szerveződött művészteleppé, de iskolát alkotott a alföldi festők csoportja: Koszta József (1861-1949), Tornyai János (1869-1936), Nagy István (1873-1937), Rudnay Gyula (1878-1957). Az alföldi festők Munkácsy stílusából indultak ki, azt expresszionista hevülettel gazdagították.
A korszakban alkotó művészek közül nem igazán sorolható egyik irányzathoz sem Mednyánszky László (1852-1919), Csontváry Kosztka Tivadar és Nagy Balogh János (1874-1927) művészete. Mednyánszky a tájképfestészetben tárt fel dosztojevszkiji mélységeket, Csontváry teljesen egyéni úton ötvözte a szecessziós formanyelvet a kortárs expresszionizmussal és szimbolizmussal, Nagy Balogh pedig, Csontváryhoz hasonlóan szintén autodidakta volt, s eljutott a konstruktív törekvésekig.
A posztimpresszionizmust képviselte Rippl-Rónai József, aki Franciaországból hozta a legmodernebb igényeket. Ő a Nabis-hoz tartozva még a szecessziót is megelőlegezte. A posztimpresszionizmushoz kapcsolódott Vaszary János is (1867-1939).
A tisztán szecessziós törekvéseket a gödöllői művésztelep képviselte, vezetői Nagy Sándor és Körösfői-Kriesch Aladár voltak. A tiszta szecesszióhoz kapcsolódott némiképp Gulácsy Lajos festészete is, de tételesen nem sorolható be képviselői közé.

## 20. század
A 20. század beköszöntével egyre erősebb lett a francia orientáció. A fauvizmus és a kubizmus elvei átkerültek Magyarországra is, majd hamarosan a német expresszionizmus is éreztette hatását. Ezek ötvöződtek az első magyar avantgárd társulás, a Nyolcak elveiben. A Nyolcak művészetével a magyar festészet az egyetemes festészet szerves részévé lett.